# Sylvie Drapeau
Pour les articles homonymes, voir Drapeau (homonymie).
Sylvie Drapeau est une actrice et romancière québécoise, native de Baie-Comeau, dans la province de Québec, au Canada.

## Biographie
Sylvie Drapeau est née le 11 janvier 1962 à Baie-Comeau dans la province de Québec au Canada. Comédienne et romancière, elle publie plusieurs livres autobiographiques et joue au théâtre, à la télévision et au cinéma ,.
Dès l’âge de cinq ans, elle suit des cours de ballet classique, sans toutefois faire carrière dans ce domaine. Elle quitte sa ville natale pour étudier en Études françaises à l’université de Montréal. Se sentant à la mauvaise place, elle découvre dans le journal une annonce pour des auditions à l’École nationale de théâtre du Canada.
Depuis sa sortie de l’école en 1986, cette tragédienne joue essentiellement au Québec. Parmi ses rôles marquants on compte ceux de Claudia dans Elvire Jouvet 40 de Brigitte Jacques, Mirandoline dans La Locandiera de Goldoni, Rosane dans Le Temps d'une vie de Roland Lepage, Marie Stuart dans la pièce du même nom de Friedrich von Schiller, Blanche dans Un tramway nommé Désir de Tennessee Williams.
Elle reçoit le prix de la Révélation de la Saison par l'Association des critiques de théâtre québécois pour la saison 1987-88.
En 2014, elle incarne Myrtle Gordon dans la pièce Opening Night dont le film du même nom, au Théâtre de Quat'Sous, mise en scène par Éric Jean, directeur artistique du théâtre .
En 2015, elle publie son premier roman autobiographique aux éditions Leméac; Le Fleuve qui raconte son enfance sur la Côte-nord et la noyade de son frère. En 2017, Le ciel, son deuxième roman, parle de sa relation avec sa mère. L'Enfer, son 3e roman est publié en 2018 et relate la vie difficile et tragique de son jeune frère ,.
En 2019, sa pièce Fleuve, adaptée de ses romans d'autofiction Le Fleuve, Le Ciel, L’Enfer et La Terre, est mise en scène au Théâtre du Nouveau Monde. Elle y interprète le rôle principal ,,.
En 2020, elle joue dans La Maladie de la mort, une adaptation pour la scène du roman de Marguerite Duras, mise en scène par Martine Baulne, présentée  au théâtre Prospéro. Dans la même année, elle joue dans le récit Pour en finir avec octobre? de Sébastien Ricard, diffusé en Balado à la radio,.
En 2022, elle publie son premier roman de fiction Le jeu de l'oiseau aux Éditions Leméac. Avec un certain mordant, cet ouvrage parle du regard de mépris que portent des enfants sur une femme battue, de cette inversion de la condamnation. L'autrice s'est inspirée d'une expérience blessante qu'elle a vécu dans son enfance,,.
Dans la même année, elle chausse les souliers d'une autrice désabusée en incarnant le rôle d'Agnès, dans la pièce Mademoiselle Agnès, une adaptation de la pièce le Misanthrope de Molière, qui est présentée au Théâtre Prospéro. Inspirée par ce personnage fort, elle lui trouve une nouvelle scène avec la complicité de Denise Filiatrault et l'incarne au Théâtre du Rideau Vert en 2024 où la pièce est présentée pour la seconde fois,.

## Vie privée
Elle a deux enfants de son union avec Patrick Goyette.

## Théâtre

### Années 1980
- 1986: Donut, de  Jean-François Caron, m.e.s.: René Richard Cyr, Théâtre Il va s’en dire
- 1987: La Visite, de Michel Marc Bouchard, m.e.s.: Michel-Marc Bouchard, théâtre du Nouvel-Ontario
- 1987: Du sang sur le cou du chat, de Rainer Werner Fassbinder, m.e.s.: Paula de Vasconcelos, Pigeon International - Salle André-Pagé
- 1987: Bonjour, là, bonjour, de Michel Tremblay, m.e.s.: René Richard Cyr, théâtre du Nouveau Monde
- 1988: La Tempête, de William Shakespeare, m.e.s.: Alice Ronfard, Espace GO
- 1988: Le Cri d’après Woyceck, de Georg Büchner, m.e.s.: Paula de Vasconcelos, Pigeon International - Salle André-Pagé
- 1988: Elvire Jouvet 40, de Brigitte Jacques, m.e.s.: Françoise Faucher, théâtre de Quat’Sous
- 1989: Du sang sur le cou du chat, de Rainer Werner Fassbinder, reprise, salle Fred-Barry du Théâtre Denise Pelletier
- 1989: L’Éveil du printemps, d’après Frank Wedekind, m.e.s.: René Richard Cyr, théâtre de Quat’Sous
- 1989: Le Jeu de l’amour et du hasard, de Marivaux, m.e.s.: Françoise Faucher, théâtre Denise Pelletier

### Années 1990
- 1990: La Répétition, de Dominic Champagne, m.e.s.: Dominic Champagne, salle Fred-Barry
- 1990: Oh les beaux jours, de Samuel Beckett, m.e.s.: Brigitte Haentjens, Espace GO
- 1991: Le Pain dur, de Paul Claudel, m.e.s.: Michèle Magny, théâtre du Rideau vert
- 1991: Elvire Jouvet 40, de Brigitte Jacques, reprise Toronto et Montréal, m.e.s.: Françoise Faucher
- 1991: Les Palmes de M. Schultz, de Jean-Noël Fenwick, rôle: Marie Curie, m.e.s.: Denise Filiatrault, Festival juste pour rire
- 1991: La Trilogie des Brassard, de Michel Tremblay, m.e.s.: André Brassard, théâtre d’Aujourd’hui
- 1992: Bérénice, de Racine, m.e.s. : Brigitte Haentjens, Espace GO
- 1992: Traces d’étoiles, de Cindy Lou Johnson, m.e.s.: Pierre Bernard, théâtre de Quat’Sous
- 1992: Le Temps d'une vie, de Roland Lepage, m.e.s.: René Richard Cyr, théâtre du Village d’Émilie, Grand-Mère
- 1993: Mademoiselle Julie, d’August Strindberg, adaptation: Boris Vian, m.e.s. : Denise Filiatrault, théâtre du Rideau Vert
- 1993-1994: La locandiera, de Carlo Goldoni, m.e.s.: Martine Beaulne, théâtre du Nouveau Monde (1993), dans le cadre du Festival juste pour rire à l’Olympia (été 1994) et en tournée à l’automne 1994
- 1994: Traces d’étoiles, de Cindy Lou Johnson, reprise, en anglais et en français, Centre Saidye Bronfman
- 1994: En pièces détachées, de Michel Tremblay, rôle: Thérèse, m.e.s.: René Richard Cyr, théâtre du Nouveau Monde
- 1995: Soudain l’été dernier, de Tennessee Williams, rôle: Catherine, La Compagnie Jean Duceppe
- 1995-1996: Albertine, en cinq temps, de Michel Tremblay, rôle: Albertine (30 ans), m.e.s.: Martine Beaulne, Espace GO (1995) et à l’Usine C (1996)
- 1996: Hedda Gabler, d’Henrik Ibsen, traduction: Normand Chaurette, rôle: Hedda Gabler, m.e.s.: Lorraine Pintal, théâtre du Nouveau Monde
- 1996: Lulu, de Frank Wedekind, rôle: Lulu, m.e.s.: Denis Marleau, théâtre du Nouveau Monde
- 1996: Elvire Jouvet 40, de Brigitte Jacques, reprise pour le 40e anniversaire du Quat’Sous en juin, m.e.s. : Françoise Faucher
- 1997: Le Temps d'une vie, de Roland Lepage, rôle: Rosanna, m.e.s.: René Richard Cyr, théâtre du Rideau Vert
- 1997: La Guerre des clochers, de Victor-Lévy Beaulieu, rôle: La Squaw, m.e.s.: Denise Guilbault, productions théâtrales de Trois-Pistoles au Caveau-Théâtre
- 1997: Les huit péchés capitaux, collectif d’auteurs, rôle: Anaïs, m.e.s.: René Richard Cyr et Claude Poissant, production : PAP 2 à l’Espace GO
- 1998: Les quatre morts de Marie, de Carole Fréchette, m.e.s.: Martin Faucher, production : théâtre Branle-Bas à l’Espace La Veillée
- 1998: Les Plaisirs de l’amitié, de Michel Garneau, rôle: Madeleine, m.e.s.: Michel Garneau, production : Le Petit Théâtre de Sherbrooke
- 1998: Nuit de chasse, de Micheline Parent, rôle: Béatrice, m.e.s.: René Richard Cyr, théâtre d’Aujourd’hui
- 1999: La Voix humaine, de Jean Cocteau, rôle: la femme, m.e.s.: Alice Ronfard, Espace GO
- 1999: Les Mains bleues, de Larry Tremblay, rôle: Princesse, m.e.s.: Martin Faucher, théâtre d’Aujourd’hui
- 1999-2000: W.C., de Marie Michaud et Brigitte Poupart, m.e.s.: Marie Michaud et Brigitte Poupart, production: Trans-Théâtre, Espace GO et tournée québécoise

### Années 2000
- 2001: Macbeth, de William Shakespeare, rôle: Lady Macbeth, m.e.s.: Fernand Rainville, théâtre du Nouveau Monde
- 2003: Montréal brûle les planches, dans le cadre de Montréal en lumières, m.e.s.: Lorraine Pintal
- 2004: Médée-Matériau[Laquelle ?], de Heiner Müller, m.e.s.: Brigitte Haenjens, Usine C
- 2004: L’Aigle à deux têtes, de Jean Cocteau, rôle: La Reine, m.e.s.: Marie-Thérèse Fortin, théâtre Denise-Pelletier
- 2005: Les Palmes de Monsieur Schutz, de Jean-Noël Fenwick, rôle: Marie Curie, m.e.s.: Denise Filiatrault, Juste pour rire et tournée québécoise
- 2006: Reste avec moi ce soir, de Flavio de Souza, rôle: Elle, m.e.s.: Jean-Frédéric Messier, Théâtre du Rideau Vert
- 2005-2007: Avaler la mer et les poissons, de Sylvie Drapeau et Isabelle Vincent, rôle: Kiki, m.e.s.: Martine Beaulne, théâtre La Licorne et tournée québécoise et canadienne
- 2007: Marie Stuart, de Friedrich von Schiller, rôle: Marie Stuart, m.e.s.: Alexandre Marine, théâtre du Rideau Vert
- 2008: Dr. Jekyll and Mr. Hyde, de Robert Louis Stevenson, rôles: multiples, m.e.s.: Jean-Guy Legault, théâtre Denise Pelletier
- 2008: L’Imprésario de Smyrne, de Carlo Goldoni, rôle: Lucrezia, m.e.s.: Carl Béchard, théâtre du Nouveau Monde
- 2009: Un tramway nommé désir, de Tennessee Williams, rôle: Blanche Du Bois, m.e.s.: Alexandre Marine, théâtre du Rideau ver
- 2009: L’Effet des rayons gamma sur les vieux garçons, de Paul Zindel, traduction Michel Tremblay, rôle: Béatrice, m.e.s.: René Richard Cyr, théâtre du Rideau Vert

### Années 2010
- 2010: La liste, de Jennifer Tremblay, rôle: la femme, m.e.s.: Marie-Thérèse Fortin, théâtre d’aujourd’hui et tournée québécoise et ontarienne.
- 2010: Et vian! dans la gueule, de Boris Vian, rôles multiples, m.e.s.: Carl Béchard, théâtre du Nouveau Monde
- 2010: Piaf, de Pamela Gems, rôle: Édith Piaf, m.e.s.: Jacques Rossi, théâtre de Rougemont et tournée québécoise (remplacée par Dominique Leduc pour la tournée pour cause d’épuisement professionnel)
- 2010: Vassa, de Maxime Gorki, rôle: Vassa, m.e.s.: Alexandre Marine, théâtre du Rideau vert
- 2011: Des femmes de Sophocle: Les Trachiniennes, rôles: Déjanire et Héraclès - Electre, rôle : Clytemnestre, m. e. s. : Wajdi Mouawad, Festival d'Avignon et tournée en France, en Suisse, en Belgique, au Québec.
- 2013: La Cerisaie, de Tchekov, rôle: Lioubov, m.e.s.: Alexandre Marine, théâtre du Rideau vert
- 2014: Oening Night de
- 2017: Le cas Joé Furgeson d'Isabelle Hubert, rôle: Dorothée, m.e.s.: Jean-Sébastien Ouellette, théâtre du Trident
- 2018: L'Homme Éléphant de Bernard Pomerance, rôle: Mrs. Madge Kendal, m.e.s.: Jean Leclerc, théâtre du Rideau Vert

### Années 2020
- 2022: Mademoiselle Agnès de Rebekka Kricheldorf, rôle: Agnès, m.e.s. et adaptation: Louis-Karl Tremblay, théâtre Prospéro
- 2024: Mademoiselle Agnès de Rebekka Kricheldorf, rôle: Agnès, m.e.s. et adaptation: Louis-Karl Tremblay, théâtre du Rideau Vert

## Filmographie
- 1989: Jésus de Montréal
- 1993: Le Sexe des étoiles: Michele
- 1995: Le Sphinx: Jojo
- 1996: Jamais deux sans toi (série télévisée): Valérie Lassonde
- 1997: Ces enfants d’ailleurs (feuilleton TV): Hanna Jaworska
- 1998: Traces d’étoiles (TV): Rosannah
- 1998: Bouscotte (série télévisée): Mélina Morency
- 2000: Les Fantômes des Trois Madeleine: Marie-Madeleine
- 2001: 15 février 1839: Henriette De Lorimier
- 2001: Fortier (série télévisée): Louise Dusseault
- 2002: Jean Duceppe (feuilleton TV): Denise Pelletier
- 2003: Les Invasions barbares: amante de Rémy
- 2003: Le Piège d’Issoudun: Esther
- 2004: Un monde à part (série télévisée): Michelle Gagnon
- 2008: Nos étés Série télévisée: Micheline Proulx
- 2008: Borderline: la mère de Kiki
- 2016: Nelly: Suzanne

## Prix et Distinctions
- 1987-1988 - Prix Révélation de la saison de l’Association québécoise des critiques de théâtre
- 2002 - Prix Jutra de la meilleure actrice de soutien pour 15 février 1839
- 2004 - Nomination pour le Prix Jutra de la meilleure actrice pour Le Piège d’Issoudun